# Пам'ятник Михайлові Грушевському (Луцьк)
Пам'ятник Михайлові Грушевському в Луцьку — пам'ятник українському історику, політику і громадському діячу Михайлові Сергійовичу Грушевському. Розташований у центральній частині міста на проспекті Перемоги.

## Відкриття
Пам'ятник Першому президенту України, вченому-історикові та громадському діячеві М. С. Грушевському було урочисто відкрито 2002 року. Автори пам'ятника — скульптор Ярослав Скакун та архітектор Андрош Бідзіля.

## Подальша історія
У липні 2020 року облаштували освітлення у нічний час пам'ятника Михайлові Грушевському в рамках реалізації проєкту щодо освітлення пам'ятників та пам'ятних місць у Луцьку.